# بخش ایشیلین
بخش ایشیلین (به اسپانیایی: Departamento Ischilín) یک منطقهٔ مسکونی در آرژانتین است که در استان کوردوبا، آرژانتین واقع شده‌است. بخش ایشیلین ۵٬۱۲۳ کیلومتر مربع مساحت و ۳۰٬۱۰۵ نفر جمعیت دارد.